# Zdzisław Waliński
Zdzisław Waliński (ur. 21 października 1933 w Lesznie, zm. 16 czerwca 2019 w Poznaniu) – polski żużlowiec.

## Życiorys
Sport żużlowy uprawiał w latach 1952–1971, niemalże przez całą karierę reprezentując barwy klubu Unia Leszno (wyjątkiem był 1955 r., w którym jeździł w CWKS Warszawa). Dwukrotnie zdobył brązowe medale drużynowych mistrzostw Polski, w latach 1958 oraz 1962.
W 1962 r. zakwalifikował się do rozegranego w Rzeszowie finału indywidualnych mistrzostw Polski, zajmując XI miejsce. Wielokrotnie startował w rozgrywanych w Lesznie memoriałach Alfreda Smoczyka, czterokrotnie zajmując miejsca na podium, w latach 1957 (II miejsce), 1958 (II miejsce), 1961 (I miejsce) oraz 1966 (II miejsce).
W 1958 r. reprezentował Polskę w eliminacjach indywidualnych mistrzostw świata, zajmując IX miejsce w ćwierćfinale kontynentalnym w Rzeszowie.
Po zakończeniu czynnej kariery przez kilka sezonów zajmował się pracą szkoleniową.